# شونوف (كيبك)
شونوف (بالإنجليزية: Champneuf, Quebec)‏ هي بلدية محلية في كيبيك تقع في كندا في Abitibi Regional County Municipality.  يقدر عدد سكانها بـ 127 نسمة ومساحتها 240.50 كم2 .